# Étienne Algay de Martignac
Étienne Algay de Martignac (1620-1698) fue Señor de Martignac, traductor y escritor de Francia.
Martignac publicó "Memorias de Gaston, duque de Orleans", e hizo las traducciones de Horacio, Juvenal y otros clásicos (J.Thomas: "The universal dictionary of biography and mythology", Philadelphia, 1870).

## Biografía
Martignac nació en Brives-la-Gaillarde, y según Louis Moréri, eclesiástico y biógrafo, autor de "El gran diccionario histórico", en 1628, da en francés diversas traducciones en prosa de distintos poetas latinos.
Martignac tradujo las tres comedias de Terencio, y a Horacio, Perseo, Juvenal  y Virgilio en 9 vols., versiones en general fieles, exactas y claras, faltando elegancia y corrección. También dejó escrita una traducción de la "Imitación de Jesucristo" .
La última obras de Martignac fueron "Elogios históricos de los obispos y arzobispos de París", "Diario cristiano sobre diversos sujetos de piedad....", "Entrevistas sobre los autores antiguos", y redactó las "Memorias" atribuidas a Gastón de Orleans, de 1608 hasta 1636 y los materiales le avalan como un oficial que prestaba servicios a su príncipe.
Emparentado con Martignac esta Jean-Baptiste-Silvere Gaye, vizconde de Martignac (1778-1832) de gran elocuencia, autor de un vaudeville "Ésope chez Xantus:...", París, 1801, y en 1798 acompaña en calidad de secretario a la abad Sieyes, en su embajada a Berlín, y en 1814 recibe le legión de honor, y después de los Cien Días entra en la magistratura, procurador-general de la Corte Real de Limoges, y en 1821 fue diputado del departamento de Lot-et-Garone, y durante la guerra de España fue nombrado comisario civil del ejército y cuando retorna es nombrado ministro de estado y vizconde.     

## Obras
- Gaston d'Orleans. Memories, París, 1839.
- Les oeuvres de Virgile:...., París, 1743.
- Eloges historiques des evesques et archevesques de Paris, París, 1698.
- Les oeuvres d'Ovide, Lyon, 1697.
- Horace, 1696.
- Revolution de l'etat populaire en monarchique, par le differend de César et de Pompée, París, 1695.
- Les satyres de Juvenal et de Perse, 1683.
- Otras